# 安東尼奧·何塞·德蘇克雷市

安東尼奧·何塞·德蘇克雷市（西班牙語：Municipio Antonio José de Sucre），是委內瑞拉的一個市，位於該國西部巴里納斯州，首府設於索科波，面積2,975平方公里，2007年人口74,968，人口密度為每平方公里25人。